# Азіз Абд аль-Малік
Азіз Абд аль-Малік ібн Хаттаб (д/н — 1239) — емір Мурсійської тайфи в 1238—1239 роках.

## Життєпис
Про нього обмаль відомості. Знано, що за панування еміра Ібн Худа обіймав державні посади, не відзначившись у військових справах. Отримав посаду альфакі (радника). 1238 році після загибелі Ібн Худа трон успадкував його молдий син Абу Бакр Мухаммад при регентстві Алі ібн Юсуфа ібн Худа. Невдовзі ібн Хаттаб повалив еміра, сам захопив трон.
Не користувався широкою підтримкою знаті та вояків. 1239 року його булоа повалено Зайяном ібн Марданісом, колишнім еміром Валенсії.